# Cisuren
Cisuren is een bestuurslaag in het regentschap Lebak van de provincie Banten, Indonesië. Cisuren telt 3086 inwoners (volkstelling 2010).